# Tournoi de France (football féminin)
Pour les articles homonymes, voir Tournoi de France.
Le Tournoi de France, était une compétition internationale de football féminin qui se déroulait chaque année en France, sur invitation. Créé en 2020, ce tournoi amical réunissait 4 des meilleures nations du football mondial. La première édition rassemble les équipes des Pays-Bas, du Canada, du Brésil, et l'équipe de France. La compétition disparaît en 2023 avec l'apparition de la Ligue des nations féminine de l'UEFA.

## Format
Le Tournoi de France est un tournoi sous forme d'un championnat à 4, chaque équipe dispute 3 rencontres.

## Historique
Le tournoi est créé par la Fédération française de football (FFF). Après avoir participé aux tournois Tournoi de Chypre, l'Algarve Cup et à la SheBelieves Cup, la FFF veut profiter de l'élan du football féminin après la Coupe du monde 2019 en France en créant son propre tournoi amical, au mois de mars. 
Après trois éditions, la compétition est définitivement arrêtée en raison de l'arrivée de la Ligue des nations féminine de l'UEFA.

## Bilan et palmarès

### Bilan par nation
| Rang | Équipe   | Vainqueur | Deuxième | Troisième | Quatrième | Édition(s) gagnée(s) | Participation(s) |
| ---- | -------- | --------- | -------- | --------- | --------- | -------------------- | ---------------- |
| 1    | France   | 3         | -        | -         | -         | 1re, 2e, 3e          | 3                |
| 2    | Pays-Bas | -         | 2        | -         | -         | -                    | 2                |
| 3    | Danemark | -         | 1        | -         | -         | -                    | 1                |
| 4    | Brésil   | -         | -        | 1         | 1         | -                    | 2                |
| 5    | Canada   | -         | -        | 1         | -         | -                    | 1                |
| 5    | Norvège  | -         | -        | 1         | -         | -                    | 1                |
| 7    | Finlande | -         | -        | -         | 1         | -                    | 1                |
| 7    | Uruguay  | -         | -        | -         | 1         | -                    | 1                |

### Palmarès
| Édition | Date | Villes hôtes           | Vainqueur                                                                              | Deuxième                                                                               | Troisième                                                                              | Quatrième                                                                              | Sélectionneur vainqueur                                                                |
| 1re     | 2020 | Calais et Valenciennes | France                                                                                 | Pays-Bas                                                                               | Canada                                                                                 | Brésil                                                                                 | Corinne Diacre                                                                         |
| -       | 2021 | Metz et Sedan          | Tournoi annulé en raison du forfait de plusieurs équipes, dû à la pandémie de Covid-19 | Tournoi annulé en raison du forfait de plusieurs équipes, dû à la pandémie de Covid-19 | Tournoi annulé en raison du forfait de plusieurs équipes, dû à la pandémie de Covid-19 | Tournoi annulé en raison du forfait de plusieurs équipes, dû à la pandémie de Covid-19 | Tournoi annulé en raison du forfait de plusieurs équipes, dû à la pandémie de Covid-19 |
| 2e      | 2022 | Caen et Le Havre       | France                                                                                 | Pays-Bas                                                                               | Brésil                                                                                 | Finlande                                                                               | Corinne Diacre                                                                         |
| 3e      | 2023 | Angers et Laval        | France                                                                                 | Danemark                                                                               | Norvège                                                                                | Uruguay                                                                                | Corinne Diacre                                                                         |